# Пахмусс, Темира
Темира Пахмусс (эст. Temira Pachmuss; 24 декабря 1927, Васкнарва, Эстония — 1 мая 2007, Эрбана, штат Иллинойс) — американский филолог-славист эстонского происхождения.
Родилась в семье балтийских немцев, дочь офицера царской армии. В 1939 г. вместе с семьёй перебралась в Германию, окончила гимназию во Франкфурте-на-Майне. В 1949 году отправилась в Австралию, где окончила Мельбурнский университет (1955), после чего обосновалась в США. В 1959 году защитила диссертацию в Вашингтонском университете, преподавала в Мичиганском и Колорадском университетах, в 1960—1999 годах профессор русского языка и литературы в Иллинойсском университете в Эрбане.
Известна прежде всего как специалист по жизни и творчеству Зинаиды Гиппиус. Подготовила публикацию отдельными изданиями её избранных писем и дневников, составила и отредактировала ряд её книг, изданных в США, напечатала монографию «Зинаида Гиппиус как драматург» (1972). По свидетельству Ольги Матич, «у Темиры Пахмусс было сакральное отношение к Гиппиус». Опубликовала также монографию «Ф. М. Достоевский: дуализм и синтез человеческой души» (1963) и фундаментальное исследование «Русская литература в странах Балтии между мировыми войнами» (англ. Russian Literature in the Baltic Between the World Wars; 1988), высоко оцененное специалистами.
Удостоена правительством Эстонии медали Ордена Белой звезды (2001).

## Альтернативная биография Темиры Пахмусс
Евгения Иванова, работавшая в Институте мировой литературы РАН, встречавшаяся и общавшаяся с Темирой Андреевной Пахмусс в 2002 году, заметила некоторые несоответствия фактов её биографии и личных свидетельств. Так, в частности, Т. А. Пахмусс упомянула о довоенной учёбе в Ленинградском университете, где она посещала семинар А. С. Долинина, что плохо увязывалось с 1927 годом рождения, указанном в официальной биографии.
После смерти Т. А. Пахмусс в 2007 году Евгения Иванова провела расследование, согласно которому Т. А. Пахмусс на самом деле — это Татьяна Ивановна Богомазова, которая родилась в 21 декабря 1918 г. (3 января 1919 г.) в деревне Скамья Гдовского уезда. Деревня Скамья находится на противоположном берегу реки Нарвы, напротив Васкнарвы, указанной в официальной биографии. Её отец, Иван Никитич Богомазов, учитель по профессии, был уроженцем этой деревни. B 1919 году через несколько месяцев после рождения Татьяны И. Н. Богомазов, командовавший 1-м батальоном 49-го стрелкового Гдовского полка Красной Армии, погиб. Он был расстрелян белоэстонцами после захвата в плен. Фамилия «Пахмусс» по всей видимости, имеет следующее происхождение: дед Татьяны, Никита Корнеевич Богомаз, воспитывался в сиротском эстонском приюте, где ему дали фамилию «Пахомас», которую позднее при выдаче документов в Гдове писари переделали на русский манер — «Богомаз». Отчество «Андреевна», вероятно, взято из имени матери, Елены Андреевны Богомазовой. В фонде филологического факультета ЛГУ хранится личное дело Татьяны Ивановны Богомазовой (1919 г.р.), поступившей в университет в 1940 году. В документах, с которыми Т. А. Пахмусс оказалась в Австралии в 1949 году, она фигурировала как эстонская беженка, родившаяся в Скамье 20 декабря 1920 года.